# Otus semitorques
Mocho-d'orelhas-japonês ou mocho-de-orelhas-japonês (Otus semitorques) é uma espécie de ave da família Strigidae. Pode ser encontrada no Japão, Coreia do Sul, Coreia do Norte, noroeste da China e sudeste da Rússia (Ussuriland, Sakalina e ilhas Kurilas).